# Aristida capillifolia
Aristida capillifolia är en gräsart som beskrevs av Johannes Jan Theodoor Henrard. Aristida capillifolia ingår i släktet Aristida och familjen gräs. Inga underarter finns listade i Catalogue of Life.